# 鳴鶴駅
鳴鶴駅（ミョンハクえき）は、大韓民国京畿道安養市万安区安養7洞にある、韓国鉄道公社（KORAIL）の駅。「聖潔大」という副駅名を持つ。
乗り入れている路線は、線路名称上は京釜線であるが、当駅には電車線を走る京釜電鉄線（首都圏電鉄1号線）電車のみが停車する。駅番号はP148。

## 駅構造
島式ホーム2面4線を有する地上駅で、橋上駅舎を有する。内側2線は通過線である。
出口は1番（駅西側）と2番（駅東側）の2ヶ所ある。

### のりば
| 1      | 京釜電鉄線 | 水原・西東灘・天安・新昌方面       |
| 通過線 |            | 下り列車の通過                     |
| 通過線 |            | 上り列車の通過                     |
| 2      | 京釜電鉄線 | 龍山・ソウル駅・清凉里・光云大方面 |

## 利用状況
近年の一日平均乗車人員推移は下記の通り。
| 路線       | 乗車人員 | 乗車人員 | 乗車人員 | 乗車人員 | 乗車人員 | 乗車人員 | 乗車人員 | 乗車人員 | 乗車人員 | 乗車人員 | 乗車人員 | 注 釈 |
| 路線       | 2000年   | 2001年   | 2002年   | 2003年   | 2004年   | 2005年   | 2006年   | 2007年   | 2008年   | 2009年   | 2010年   | 注 釈 |
| ---------- | -------- | -------- | -------- | -------- | -------- | -------- | -------- | -------- | -------- | -------- | -------- | ----- |
| 京釜電鉄線 | 10523    | 11904    | 13090    | 12851    | 10518    | 10450    | 10301    | 10509    | 10846    | 10702    | 10885    | [ 2 ] |

## 駅周辺
- 聖潔大学校
- 安養産業高等学校
- 鳴鶴初等学校
- 安養文芸会館
- 安養川（朝鮮語版）
- 万安区庁
- 安養洞住民センター

## 歴史
- 1974年8月15日 - 開業。

## 隣の駅
韓国鉄道公社　
京釜電鉄線　
急行　
通過　
緩行　
安養駅 (P147) - 鳴鶴駅 (P148) - 衿井駅 (P149)　